# Salicilamida
Salicilamida é o nome comum da substância o-hidroxibenzamida, ou amida do salicil. Salicilamida é droga isoladamente não receitada com propriedades analgésicas e antipiréticas. Seus usos medicinais são semelhantes aos da aspirina. Salicilamida é usada em combinação com aspirina e cafeína no medicamento de venda livre para dor conhecido como BC Powder ou Coristina R.
Pesquisa-se o tratamento de infestações de Taenia saginata e Taenia solium por derivados de salicilamida.